# Consejo de Estado de Cuba
El Consejo de Estado de Cuba, se estableció por la Constitución de 1976, como el órgano superior del Estado, órgano colegiado que constituía el Estado; en la nueva Constitución del 2019 se instituye como órgano responsable ante la Asamblea Nacional del Poder Popular a la cual rinde cuentas, la representa entre los períodos de sesiones, ejecuta los acuerdos de esta y cumple otras funciones que le confiere la ley. Se disminuyó el número de miembros y las funciones y prerrogativas se asemejan a las funciones de las cámaras altas de los parlamentos bicamerales. Es de carácter colegiado. Sus decisiones se toman por el voto de mayoría simple de sus miembros.
La Asamblea Nacional del Poder Popular elige, de entre sus integrantes, el Consejo de Estado en la sesión constitutiva de cada legislatura, cada 5 años. El Presidente, Vicepresidente y Secretario de la Asamblea lo son a su vez del Consejo de Estado. Durante el transcurso de la legislatura puede elegir nuevos miembros en caso de fallecimiento, revocación o renuncia. No pueden formar parte del mismo ningún miembro de los órganos electoral, de control ni del Gobierno de la República.

## Atribuciones constitucionales del Consejo de Estado
El Artículo 122 de la Constitución establece las atribuciones del Consejo de Estado, que pueden agruparse según la siguiente clasificación:
Facultad de convocatoria
- disponer la celebración de sesiones extraordinarias de la Asamblea Nacional del Poder Popular
- acordar la fecha de las elecciones para la renovación periódica de la Asamblea Nacional del Poder Popular
- disponer lo pertinente para realizar los referendos que acuerde la Asamblea Nacional del Poder Popular

Facultades legislativas
- dictar decretos-leyes, entre uno y otro período de sesiones de la Asamblea Nacional del Poder Popular
- ejercer la iniciativa legislativa
- ratificar y denunciar tratados internacionales
- aprobar su reglamento

Facultades de control de la constitucionalidad y la legalidad
- velar por el cumplimiento de las Constitución y la leyes.
- dar a las leyes vigentes, en caso necesario, una interpretación general y obligatoria
- analizar los proyectos de leyes que se someten a la consideración de la Asamblea Nacional del Poder Popular
- suspender decretos presidenciales, dectretos, acuerdos y demás disposiciones del Consejo de Ministros y los acuerdos y disposiciones de las Asambleas Locales del Poder Popular que no se ajusten a la Constitución o a las leyes, o cuando afecten los intereses de otras localidades o los generales del país, dando cuenta a la Asamblea Nacional del Poder Popular en la primera sesión que celebre después de acordada dicha suspensión
- revocar o modificar los acuerdos y disposiciones de los Gobernadores provinciales y Consejos Provinciales que contravengan la Constitución, las leyes, los decretos-leyes, los decretos y demás disposiciones dictadas por un órgano de superior jerarquía, o cuando afecten los intereses de otras localidades o los generales del país

Facultades de nombramiento y condecoración
- sustituir, a propuesta de su Presidente, a los miembros del Consejo de Ministros entre uno y otro período de sesiones de la Asamblea Nacional del Poder Popular, con la excepción del presidente y vicepresidente de la República y el primer ministro
- designar y remover, a propuesta de su Presidente, a los representantes diplomáticos de Cuba ante otros Estados
- otorgar o negar el beneplácito a los representantes diplomáticos de otros Estados
- otorgar condecoraciones y títulos honoríficos
- nombrar comisiones

Facultades en estados excepcionales
- decretar la movilización general cuando la defensa del país lo exija y asumir las facultades de declarar la guerra en caso de agresión o concertar la paz, que la Constitución asigna a la Asamblea Nacional del Poder Popular, cuando ésta se halle en receso y no pueda ser convocada con la seguridad y urgencia necesarias

Facultades suprajudiciales
- impartir instrucciones de carácter general a los tribunales a través del Consejo de Gobierno del Tribunal Supremo Popular
- impartir instrucciones a la Fiscalía General de la República
- conceder indultos

Otras
- las demás que le confieran la Constitución y las leyes o le encomiende la Asamblea Nacional del Poder Popular.

## Atribuciones del presidente del Consejo de Estado
El Artículo 111 de la Constitución establece las atribuciones del Presidente de la Asamblea Nacional del Poder Popular y del Consejo de Estado que pueden agruparse de la manera siguiente:
- cumplir y velar por el respeto a la Constitución y las leyes
- presidir las sesiones de la Asamblea Nacional del Poder Popular y del Consejo de Estado
- convocar las sesiones ordinarias de la Asamblea Nacional
- convocar las sesiones ordinarias y extraordinarias del Consejo de Estado
- proponer el proyecto del orden del día de las sesiones
- firmar las leyes, decretos-leyes y acuerdos adopatdos por la Asamblea Nacional del Poder Popular y del Consejo de Estado según corresponda y disponer su la publicación en la Gaceta Oficial de la República
- dirigir las relaciones internacionales de la Asamblea Nacional del Poder Popular
- dirigir y organizar la labor de las comisiones permanentes y temporales
- dirigir y organizar las relaciones de la Asamblea Nacional del Poder Popular y del Consejo de Estado con los demás órganos estatales
- velar por adecuado vínculo de los diputados con sus electores
- y demás atribuciones que por la Constitución, la Asamblea Nacional del Poder Popular o el Consejo de Estado se le asignen

## Composición actual del Consejo de Estado de Cuba (2019-)

### Presidente de los Consejos de Estado y Asamblea Nacional del Poder Popular
| Esteban Lazo Hernández (Diputado por Matanzas)        |
| Miembro del Buró Político del Comité Central del PCC. |

### Vicepresidente de los Consejos de Estado y Asamblea Nacional del Poder Popular
| Ana María Mari Machado (Diputado por Villa Clara) |

### Secretario del Consejo de Estado
| Homero Acosta Álvarez (Diputado por San José de las Lajas) |

## Composición histórica del Consejo de Estado de la I a la VIII Legislatura (1976-2018)
** Se encuentra pendiente la composición de la IX Legislatura, antes de la renovación por la nueva Constitución y posterior a la aprobación de esta**

### Presidente
| Titular          | Otros cargos                                                                | Legislaturas     |
| ---------------- | --------------------------------------------------------------------------- | ---------------- |
| Fidel Castro Ruz | Comandante en jefe de las FAR Primer secretario del Comité Central del PCC  | I-II-III-IV-V-VI |
| Raúl Castro Ruz  | General de Ejército Primer secretario del Comité Central del PCC desde 2011 | VII-VIII         |

### Primer vicepresidente
| Titular                          | Otros cargos                                                                            | Legislaturas     |
| -------------------------------- | --------------------------------------------------------------------------------------- | ---------------- |
| Raúl Castro Ruz                  | General de Ejército - Ministro de las FAR Segundo secretario del Comité Central del PCC | I-II-III-IV-V-VI |
| José Ramón Machado Ventura       | Segundo secretario del Comité Central del PCC desde 2011                                | VII              |
| Miguel Mario Díaz-Canel Bermúdez | Miembro del Buró Político del CC del PCC                                                | VIII             |

### Vicepresidentes (5)
| Titular                       | Otros cargos relevantes                                             | Legislaturas                                       |
| ----------------------------- | ------------------------------------------------------------------- | -------------------------------------------------- |
| Juan Almeida Bosque           | Comandante de la Revolución - Miembro del Buró Político del PCC     | I-II-III-IV-V-VI-VII (Fallecido en 2009)           |
| Ramiro Valdés Menéndez        | Comandante de la Revolución - Ministro del Interior de 1979 a 1985  | I-II-VII(Elegido en 2009)-VIII-IX                  |
| Blas Roca Calderío            | Presidente de la A. Nacional hasta 1981 - Miembro del Buró Político | I-II                                               |
| Guillermo García Frías        | Comandante de la Revolución - Ministro de Transporte hasta 1986     | I-II                                               |
| Carlos Rafael Rodríguez       | Vicepresidente del Consejo de Ministros                             | I-II-III (Fallecido en 1997)                       |
| Osmany Cienfuegos Gorriarán   | Secretario del Consejo de Ministros hasta 1994                      | III                                                |
| Pedro Miret Prieto            | Vicepresidente del Consejo de Ministros                             | III                                                |
| José Ramón Machado Ventura    | Miembro del Buró Político del PCC                                   | III-IV-V-VI-VIII (Primer Vicepresidente en la VII) |
| Carlos Lage Dávila            | Secretario del Consejo de Ministros hasta 2009                      | IV-V-VI-VII (Revocado en 2009)                     |
| Esteban Lazo Hernández        | Miembro del Buró Político desde 1985                                | IV-V-VI-VII                                        |
| Abelardo Colomé Ibarra        | General de Cuerpo de Ejército - Ministro del Interior desde 1989    | IV-V-VI-VII                                        |
| Julio Casas Regueiro          | Ministro de las FAR                                                 | VII (Fallecido en 2011)                            |
| Gladys María Bejerano Portela | Contralora General de la República                                  | VII (Elegida en 2009)-VIII-IX                      |
| Mercedes López Acea           | Primera secretaria del Comité Provincial de La Habana               | VIII                                               |
| Salvador Valdés Mesa          | Secretario general de la CTC hasta marzo/2013                       | VIII                                               |

### Secretario del Consejo de Estado
| Titular                 | Legislaturas                            |
| ----------------------- | --------------------------------------- |
| Celia Sánchez Manduley  | I (Fallecida en 1980)                   |
| José M. Miyar Barruecos | II-III-IV-V-VI-VII (Sustituido en 2009) |
| Homero Acosta Álvarez   | VII desde 2009 -VIII-IX                 |

### Miembros
Primer Consejo de Estado en la I Legislatura (diciembre 1976 - diciembre 1981)
| Titular                      | Otros cargos relevantes                                                          | Legislaturas                                                        |
| ---------------------------- | -------------------------------------------------------------------------------- | ------------------------------------------------------------------- |
| Vilma Espín Guillois         | Presidenta de la Federación de Mujeres Cubanas                                   | I-II-III-IV-V-VI (Fallecida en 2007)                                |
| Armando Hart Dávalos         | Ministro de Cultura de 1976 a 1997. Director de la Oficina del Programa Martiano | I-II-III-IV-V-VI                                                    |
| Roberto Veiga Menéndez       | Secretario General de la CTC hasta 1989                                          | I-II-III (Revocado en 1989)                                         |
| Jorge Lezcano Pérez          | Coordinador Nacional de los CDR                                                  | I                                                                   |
| José Ramírez Cruz            | Presidente de la Asociación Nacional de Agricultores Pequeños                    | I-II-III                                                            |
| Luis Orlando Domínguez Muñiz | Primer secretario de la Unión de Jóvenes Comunistas                              | I-II                                                                |
| Diocles Torralbas González   | Vicepresidente del Gobierno                                                      | I-II                                                                |
| Senén Casas Regueiro         | Viceministro de las FAR. Ministro de Transporte desde 1989                       | I-II-III-IV (Fallecido en 1997)                                     |
| Osvaldo Dorticós Torrado     | expresidente de la República. Vicepresidente del Gobierno y Ministro de Justicia | I-II (Fallecido en 1983)                                            |
| Sergio del Valle Jiménez     | Ministro del Interior hasta 1979 y de Salud Pública hasta 1986                   | I-II (Fallecido en 2007)                                            |
| Arnaldo Milián Castro        | Ministro de Agricultura                                                          | I-II (Fallecido en 1983)                                            |
| Marta Deprés Arozarena       | -- sin referencias --                                                            | I-II                                                                |
| Haydée Santamaría Cuadrado   | Presidenta de la Casa de las Américas                                            | I (Fallecida en 1980)                                               |
| Pedro Miret Prieto           | Vicepresidente del Gobierno                                                      | I-II-IV-V-VI (Vicepresidente del CE en la III) (Fallecido en 2016). |
| Belarmino Castilla Mas       | Vicepresidente del Gobierno                                                      | I                                                                   |
| Flavio Bravo Pardo           | Vicepresidente del Gobierno y Presidente de la ANPP desde 1981                   | I-II-III (Fallecido en 1988)                                        |
| José Ramón Machado Ventura   | Miembro del Buró Político del PCC                                                | I-II (Vicepresidente del CE de la III a la VIII)                    |
| Abelardo Colomé Ibarra       | Viceministro primero de las FAR                                                  | I-II-III-VIII hasta 2015 (Vicepresidente del CE de la IV a la VII)  |
| Joel Domenech Benítez        | Vicepresidente del Gobierno                                                      | I-II                                                                |
| Reynaldo Castro Yedra        | Héroe del Trabajo de la República                                                | I-II                                                                |
| Osmany Cienfuegos Gorriarán  | Secretario del Consejo de Ministros                                              | I-II/IV (Vicepresidente en III)                                     |
| Juan Marinello Vidaurreta    | Presidente del Movimiento Cubano por la Paz                                      | I (Fallecido en 1977)                                               |
| Severo Aguirre del Cristo    | Embajador en la URSS. Vicepresidente de la ANPP de 1981 a 1989                   | I-II-III (Fallecido en 1989)                                        |

Renovación del Consejo de Estado en la II Legislatura (diciembre 1981 - diciembre 1986)
| Titular                      | Otros cargos relevantes           | Legislaturas           |
| ---------------------------- | --------------------------------- | ---------------------- |
| Armando Acosta Cordero       | Coordinador Nacional de los CDR   | II-III                 |
| Raúl Roa García              | Excanciller                       | II (Fallecido en 1982) |
| José Ramón Fernández Álvarez | Vicepresidente del Gobierno       | II-III                 |
| Braulio Maza Oliva           | Héroe del Trabajo de la República | II                     |

Renovación del Consejo de Estado en la III Legislatura (diciembre 1986 - febrero 1993) 
Se extendió a 6 años y 2 meses debido a los proyectos de reforma constitucional y el inicio del período especial (crisis económica).
| Titular                     | Otros cargos relevantes                                                             | Legislaturas                                             |
| --------------------------- | ----------------------------------------------------------------------------------- | -------------------------------------------------------- |
| Ramiro Valdés Menéndez      | Ministro de la Informática y las Comunicaciones desde 2005                          | III/VI-VII hasta 2009 (Vicepresidente desde 2009 y VIII) |
| Roberto Robaina González    | Primer Secretario de la UJC hasta 1993 - Ministro de Exteriores hasta 1999          | III-IV                                                   |
| Orlando Lugo Fonte          | Presidente de la Asociación Nacional de Agricultores Pequeños hasta octubre de 2012 | III-IV-V-VI-VII                                          |
| Guillermo García Frías      | Director Parque Sierra Maestra                                                      | III/VII-VIII (Vicepresidente de I a II)                  |
| José Ramón Balaguer Cabrera | Miembro del Buró Político y del Secretariado del PCC desde 2010                     | III-IV-V-VI-VII                                          |
| Carlos Lage Dávila          | Miembro del Grupo de Coordinación y Apoyo                                           | III (Vicepresidente de IV a VII)                         |
| Pedro Chávez González       | Presidente provincial de Ciudad de La Habana                                        | III                                                      |
| Lidia Tablada Romero        | Directora del Centro de Sanidad Animal                                              | III                                                      |
| Félix Villar Bencomo        | --sin referencias--                                                                 | III                                                      |
| Pedro Sáez Jova             | Ingeniero                                                                           | III                                                      |
| Lázaro Trensillo Fis        | -- sin referencias --                                                               | III                                                      |
| Zeida Suárez Premier        | Dirigente de la UJC en Santiago de Cuba                                             | III                                                      |
| Mercedes Díaz Herrera       | Enfermera                                                                           | III                                                      |

Renovación del Consejo de Estado en la IV Legislatura (febrero 1993 - febrero 1998)
| Titular                  | Otros cargos relevantes                           | Legislaturas                   |
| ------------------------ | ------------------------------------------------- | ------------------------------ |
| Pedro Ross Leal          | Secretario General de la CTC hasta 2007           | IV-V-VI                        |
| Sixto Batista Santana    | Coordinador Nacional de los CDR                   | IV                             |
| Marcos Portal Léon       | Ministro de la Industria Básica                   | IV-V-VI (Revocado en 2004)     |
| Ulises Rosales del Toro  | Jefe del Estado Mayor General de las FAR          | IV                             |
| Hipólito Abril           | Presidente de Consejo Popular                     | IV                             |
| Carlos Dotres González   | Ministro de Salud Pública                         | IV                             |
| Luis Abreu Mejías        | Secretario General del Sindicato de la Educación  | IV                             |
| Enith Alerm Prieto       | Presidenta de la OPJM                             | IV                             |
| Concepción Campa Huergo  | Presidenta del Instituto Finlay                   | IV                             |
| Juan Escalona Reguera    | Fiscal general                                    | IV                             |
| Rosa Elena Simeón Negrín | Ministra de Ciencias, Tecnología y Medio Ambiente | IV-V-VI (Fallecida en 2004)    |
| Nelson Torres Pérez      | Ministro del Azúcar                               | IV                             |
| Abel Prieto Jiménez      | Ministro de Cultura                               | IV                             |
| Felipe Pérez Roque       | Ministro de Relaciones Exteriores desde 1999      | IV-V-VI-VII (Revocado en 2009) |
| Eslinda Orozco           | Presidenta de Consejo Popular                     | IV                             |

Renovación del Consejo de Estado en la V Legislatura (febrero 1998 - febrero 2003)
| Titular                     | Otros cargos relevantes                                                         | Legislaturas                  |
| --------------------------- | ------------------------------------------------------------------------------- | ----------------------------- |
| Juan Contino Aslán          | Coordinador Nacional de los CDR                                                 | V                             |
| Otto Rivero Torres          | Primer Secretario de la UJC hasta 2003 - Vicepresidente del gobierno hasta 2009 | V-VI                          |
| Julio Casas Regueiro        | Viceministro primero de las FAR                                                 | V-VI (Vicepreseidente en VII) |
| Roberto Díaz Sotolongo      | Ministro de Justicia                                                            | V                             |
| Caridad Diego Bello         | Jefa de Atención a Asuntos Religiosos del PCC                                   | V                             |
| Carlos Valenciaga Díaz      | Presidente de la FEU y Jefe de Despacho del Presidente                          | V-VI-VII (Revocado en 2009)   |
| María Caridad Abreu Ruiz    | Presidenta municipal de Palmira                                                 | V                             |
| Regla Martínez Herrera      | -- sin referencias --                                                           | V                             |
| Roberto Fernández Retamar   | Presidente de la Casa de las Américas                                           | V-VI-VII                      |
| José Luis Rodríguez García  | Ministro de Economía                                                            | V                             |
| Salvador Valdés Mesa        | Ministro de Trabajo - Secretario general de la CTC desde 2007                   | V-VII                         |
| Conrado Martínez Corona     | Presidente provincial de Ciudad de La Habana                                    | V                             |
| Sergio Corrieri Hernández   | Presidente del Instituto Cubano de Amistad con los Pueblos                      | V (Fallecido en 2008)         |
| Marcos Raúl Aguilera Gueton | Presidente de CUPET                                                             | V                             |

Renovación del Consejo de Estado en la VI Legislatura (febrero 2003 - febrero 2008)
| Titular                        | Otros cargos relevantes                                                | Legislaturas              |
| ------------------------------ | ---------------------------------------------------------------------- | ------------------------- |
| Marta Hernández Romero         | Directora Provincial de Educación en Ciudad de La Habana               | VI                        |
| Roberto I. González Planas     | Ministro de Informática y Comunicaciones                               | VI (Revocado en 2006)     |
| Nidia Diana Martínez Piti      | Directora del Hospital Pediátrico William Soler                        | VI                        |
| Francisco Soberón Valdés       | Ministro Presidente del Banco Central de Cuba                          | VI-VII (Revocado en 2009) |
| Iris Betancourt Telles         | Delegada del CITMA en Granma                                           | VI-VII                    |
| María Teresa Ferrer Madrazo    | Pedagoga                                                               | VI                        |
| Julio Cristhian Jiménez Molina | Presidente del INDER                                                   | VI                        |
| Luis S. Herrera Martínez       | Director del Centro de Ingeniería Genética y Biotecnología             | VI-VII                    |
| Pedro Sáez Montejo             | Primer Secretario del Comité Provincial del PCC en Ciudad de La Habana | VI-VII (Revocado)         |

Renovación del Consejo de Estado en la VII Legislatura (febrero 2008 - febrero 2013)
| Titular                              | Otros cargos relevantes                                            | Legislaturas   |
| ------------------------------------ | ------------------------------------------------------------------ | -------------- |
| María Yolanda Ferrer Gómez           | Secretaria General de la FMC hasta octubre de 2012                 | VII            |
| María del Carmen Concepción González | Ministra de la Industria Alimentaria                               | VII            |
| Surina Acosta Brooks                 | Miembro del Secretariado Nacional de la FMC                        | VII            |
| Juan José Rabilero Fonseca           | Coordinador Nacional de los CDR hasta 2011                         | VII            |
| Leopoldo Cintra Frías                | Ministro de las FAR desde 2011                                     | VII-VIII-IX    |
| Julio Martínez Ramírez               | Primer Secretario de la UJC hasta 2009                             | VII (Renuncia) |
| Liudmila Álamo Dueñas                | Primera Secretaria de la UJC desde 2009 hasta septiembre de 2012   | VII            |
| Álvaro López Miera                   | Viceministro Primero - Jefe del Estado Mayor de las FAR            | VII-VIII       |
| Regla Dayamí Armenteros Mesa         | Delegada municipal en Santa Clara - Directora de empresa turística | VII            |
| Kirenia Díaz Burke                   | Especialista del Instituto Finlay                                  | VII            |
| José M. Miyar Barruecos              | Ministro de Ciencia, Tecnología y Medio Ambiente hasta 2011        | VII desde 2009 |
| Inés María Chapman Waugh             | Presidenta del INRH                                                | VII-VIII       |
| Tania León Silveira                  | Presidenta de la Asamblea Provincial de Matanzas                   | VII-VIII       |
| Dignora Montano Perdomo              | Vicerrectora universitaria                                         | VII            |
| Sergio Rodríguez Morales             | Director del INIVIT                                                | VII-VIII       |
| Marino Murillo Jorge                 | Vicepresidente del Consejo de Ministros                            | VII-VIII       |
| Isis Angelina Diez Duardo            | Vicepresidenta de la Asamblea Provincial de Las Tunas              | VII            |

Renovación del Consejo de Estado en la VIII Legislatura (febrero 2013 - abril 2018)
Se extendió 2 meses más debido a la interrupción del proceso electoral por el paso del huracán Irma y las tareas de recuperación.
| Titular                           | Otros cargos relevantes                                                                     | Legislaturas        |
| --------------------------------- | ------------------------------------------------------------------------------------------- | ------------------- |
| Lester A. Alemán Hurtado          | Director de la Refinería "Sergio Soto" de Sancti Spiritus                                   | VIII                |
| Teresa Amarelle Boué              | Secretaria general de la Federación de Mujeres Cubanas                                      | VIII-IX             |
| Yaramis Armenteros Medina         | Directora de la Comercializadora de Medicamentos de Camagüey                                | VIII                |
| Miguel Barnet Lanza               | Presidente de la Unión de Escritores y Artistas de Cuba                                     | VIII-IX             |
| Yuniasky Crespo Baquero           | Primera secretaria de la Unión de Jóvenes Comunistas hasta julio de 2016                    | VIII hasta 2016     |
| Susely Morfa González             | Primera secretaria de la Unión de Jóvenes Comunistas desde julio de 2016                    | VIII desde 2016 -IX |
| Jennifer Bello Martínez           | Presidenta de la Federación Estudiantil Universitaria de 2015 a 2017                        | VIII desde 2015     |
| Ileana A. Flores Morales          | Directora de la Empresa Industrial Mecánica "2 de Septiembre" de Matanzas                   | VIII-IX             |
| Félix González Viego              | Presidente de la Asociación Nacional de Agricultores Pequeños. Fallecido en febrero de 2014 | VIII hasta 2014     |
| Rafael Ramón Santiesteban Pozo    | Presidente de la Asociación Nacional de Agricultores Pequeños.                              | VIII desde 2014 -IX |
| Álvaro López Miera                | Viceministro 1.º y jefe del Estado Mayor General de las FAR.                                | VIII                |
| Carmen R. López Rodríguez         | Segunda secretaria de la Central de Trabajadores de Cuba                                    | VIII hasta 2014     |
| Ulisis Guilarte de Nacimiento     | Secretario General de la Central de Trabajadores de Cuba                                    | VIII desde 2014 -IX |
| Martha del Carmen Mesa Valenciano | Rectora de la Universidad de Oriente y Viceministra primera del MES                         | VIII-IX             |
| Carlos Rafael Miranda Martínez    | Coordinador nacional de los Comités de Defensa de la Revolución                             | VIII-IX             |
| Miriam Nicado García              | Rectora de la Universidad de Ciencias Informáticas                                          | VIII-IX             |
| Miladys Orraca Castillo           | Directora provincial de Salud Pública de Pinar del Río                                      | VIII                |
| Bruno Rodríguez Parrilla          | Ministro de Relaciones Exteriores                                                           | VIII-IX             |
| Lyz Belkis Rosabal Ponce          | Dir. de Laboratorio de la Empresa de Ingeniería y Proyectos de Electricidad, Cienfuegos     | VIII                |
| Adel Yzquierdo Rodríguez          | Ministro de Economía y Planificación y de Transporte                                        | VIII                |

## Composición histórica del Consejo de Estado de la VIII a la IX Legislatura (2018-2019)

### Presidente de los Consejos de Estado y de Ministros (jefe de Estado y de Gobierno)
| Miguel Díaz-Canel Bermúdez (Diputado por Santa Clara) |
| Miembro del Buró Político del Comité Central del PCC. |

### Primer vicepresidente de los Consejos de Estado y de Ministros
| Salvador Valdés Mesa (Diputado por Güines) |
| Miembro del Buró Político del CC/PCC       |

### Vicepresidentes (5) del Consejo de Estado
| 1 | Gladys María Bejerano Portela | Diputada por Guantánamo       | Contralora General de la República. Miembro del CC/PCC.                                                 |
| 2 | Inés María Chapman Waugh      | Diputada por Frank País       | Vicepresidenta del Consejo de Ministros. Miembro del CC/PCC.                                            |
| 3 | Roberto Tomás Morales Ojeda   | Diputado por Cienfuegos       | Vicepresidente del Consejo de Ministros. Miembro del Buró Político del CC/PCC.                          |
| 4 | Ramiro Valdés Menéndez        | Diputado por Artemisa         | Cmdte. de la Revolución. Vicepresidente del Consejo de Ministros. Miembro del Buró Político del CC/PCC. |
| 5 | Beatriz Jhonson Urrutia       | Diputada por Santiago de Cuba | Presidenta de la Asamblea Provincial de Santiago de Cuba. Miembro del CC/PCC.                           |

### Secretario del Consejo de Estado
| Homero Acosta Álvarez (Diputado por San José de las Lajas) |

### Miembros (23) del Consejo de Estado
| 1  | Teresa Amarelle Boué              | Diputada por Puerto Padre     | Secretaria general de la Federación de Mujeres Cubanas. Miembro del Buró Político del CC/PCC.  |
| 2  | Miguel Barnet Lanza               | Diputado por Guanabacoa       | Presidente de la Unión de Escritores y Artistas de Cuba. Miembro del CC/PCC.                   |
| 3  | Leopoldo Cintra Frías             | Diputado por Arroyo Naranjo   | General de Cuerpo de Ejército. Ministro de las FAR. Miembro del Buró Político del CC/PCC.      |
| 4  | Susely Morfa González             | Diputada por Rodas            | Primera secretaria de la Unión de Jóvenes Comunistas. Miembro del CC/PCC.                      |
| 5  | Ileana A. Flores Morales          | Diputada por Jovellanos       | Directora de la Empresa Industrial Mecánica "2 de Septiembre" de Matanzas.                     |
| 6  | Guillermo García Frías            | Diputado por Pilón            | Cmdte. de la Revolución. Director de la Empresa Nacional de Flora y Fauna. Miembro del CC/PCC. |
| 7  | Rafael Santiestaban Pozo          | Diputado por Calixto García   | Presidente de la Asociación Nacional de Agricultores Pequeños. Miembro del CC/PCC.             |
| 8  | Ulises Guilarte de Nacimiento     | Diputado por Guanabacoa       | Secretario General de la CTC. Miembro del Buró Político del CC/PCC.                            |
| 9  | Martha del Carmen Mesa Valenciano | Diputada por Santiago de Cuba | Viceministra primera de Educación Superior. Miembro del CC/PCC.                                |
| 10 | Carlos Rafael Miranda Martínez    | Diputado por Mantua           | Coordinador Nacional de los Comités de Defensa de la Revolución. Miembro del CC/PCC.           |
| 11 | Miriam Nicado García              | Diputada por La Lisa          | Rectora de la Universidad de Ciencias Informáticas. Miembro del Buró Político del CC/PCC.      |
| 12 | Bruno Rodríguez Parrilla          | Diputado por Diez de octubre  | Ministro de Relaciones Exteriores. Miembro del Buró Político del CC/PCC.                       |
| 13 | Raúl Alejandro Palmero Fernández  | Diputado por Marianao         | Presidente de la Federación Estudiantil Universitaria.                                         |
| 14 | Jorge Amador Berlanga Acosta      | Diputado por Playa            | Jefe de Proyectos del Centro de Ingeniería Genética y Biotecnología, La Habana.                |
| 15 | Yipsy Moreno González             | Diputada por Camagüey         | Metodóloga de la Comisión Nacional de Atletismo.                                               |
| 16 | Elízabeth Peña Turruellas         | Diputada por Contramaestre    | Directora Nacional de Agricultura Urbana, Suburbana y Familiar.                                |
| 17 | Yoerkis Sánchez Cuellar           | Diputado por Manicaragua      | Director del periódico Juventud Rebelde. Miembro del CC/PCC.                                   |
| 18 | Ivis Niuba Villa Milán            | Diputada por Bayamo           | Presidenta de la CPA Primer Soviet de América                                                  |
| 19 | Bárbara Alexi Terry Depestre      | Diputada por Bolivia          | Jueza del Tribunal Provincial de Ciego de Ávila                                                |
| 20 | Reina Salermo Escalona            | Diputada por Báguano          | Directora de Zafra Provincial de Holguín.                                                      |
| 21 | Rosalina Fournier Frómeta         | Diputada por Maisí            | Directora general de la Empresa de Proyectos de la Construcción.                               |
| 22 | Carlos Alberto Martínez Blanco    | Diputado por Arroyo Naranjo   | Director del Hospital Universitario Calixto García, La Habana.                                 |
| 23 | Felicia Martínez Suárez           | Diputada por Manzanillo       | Directora de la Empresa de Aluminios Metálicos.                                                |